# Цимлянский район
Цимля́нский райо́н — административно-территориальная единица (район) и муниципальное образование (муниципальный район) в составе Ростовской области Российской Федерации.
Районный центр — город Цимлянск. Расстояние до города Ростова-на-Дону — 236 км.

## География
Цимлянский район расположен в северо-восточной части Ростовской области. Восточную часть района омывают воды Цимлянского водохранилища и граничит с Волгоградской областью.

## История
Образован район в 1924 году. В 1931 году укрупнен за счёт Каргальского, Романовского и Соленовского сельсоветов упразднённого Романовского района, в 1935 году — разукрупнен.
На территории района образовалось Цимлянское водохранилище 
Указом ПВС РСФСР № 743 от 11 января 1950 г. районный центр был перенесен из станицы Цимлянской в станицу Кумшацкую с переименованием последней в Цимлянскую.
В 1963 году к району присоединены территории Волгодонского и Мартыновского районов, которые вновь отошли от района в 1965 и 1983 годах.
На дне Цимлянского моря покоится поселение, бывшее в древности хазарской крепостью Саркел и построенное византийцами. Русский князь Святослав разбил здесь в сражении хазарское войско, взял крепость и она стала называться Белая Вежа.

## Население
| 2002    | 2009    | 2010    | 2011    | 2012    | 2013    | 2014    | 2015    | 2016    |
| ------- | ------- | ------- | ------- | ------- | ------- | ------- | ------- | ------- |
| 35 998  | ↘35 067 | ↘34 222 | ↘34 168 | ↘33 964 | ↗33 982 | ↘33 892 | ↘33 707 | ↘33 637 |
| 2017    | 2018    | 2019    | 2020    | 2021    |         |         |         |         |
| ↘33 381 | ↘33 210 | ↘32 982 | ↘32 736 | ↗35 069 |         |         |         |         |

Национальный состав
По итогам переписи населения 2020 года проживали следующие национальности (национальности менее 0,1 % и другое см. в сноске к строке «Другие»):
| Национальность | Численность, чел. | Доля     |
| -------------- | ----------------- | -------- |
| Русские        | 31 911            | 93,57 %  |
| Цыгане         | 379               | 1,11 %   |
| Украинцы       | 269               | 0,79 %   |
| Армяне         | 237               | 0,69 %   |
| Белорусы       | 162               | 0,48 %   |
| Азербайджанцы  | 159               | 0,47 %   |
| Турки          | 152               | 0,45 %   |
| Даргинцы       | 108               | 0,32 %   |
| Грузины        | 73                | 0,21 %   |
| Узбеки         | 66                | 0,19 %   |
| Другие         | 588               | 1,72 %   |
| Итого          | 34 104            | 100,00 % |

## Административное деление
В состав Цимлянского района входят 1 городское и 6 сельских поселений:
1. Калининское сельское поселение (станица Калининская; хутор Антонов; хутор Карнауховский; станица Терновская)
2. Красноярское сельское поселение (станица Красноярская; посёлок Дубравный; хутор Рынок-Романовский)
3. Лозновское сельское поселение (хутор Лозной; станица Камышевская; хутор Карпов; станица Лозновская; хутор Ломовцев; хутор Рынок-Каргальский; посёлок Синий Курган; посёлок Сосенки)
4. Маркинское сельское поселение (станица Маркинская; хутор Железнодорожный; станица Кумшацкая; хутор Паршиков; хутор Черкасский)
5. Новоцимлянское сельское поселение (станица Новоцимлянская; хутор Аксенов; хутор Богатырев; хутор Карповский; хутор Ремизов)
6. Саркеловское сельское поселение (посёлок Саркел; хутор Крутой; станица Хорошёвская)
7. Цимлянское городское поселение (город Цимлянск)

## Местное самоуправление
Главы администрации района
- с 2023 года - Елена Николаевна Ночёвкина[21]

## Экономика
Основу экономики района составляют предприятия по производству и переработке сельхозпродукции; предприятия легкой и пищевой промышленности; машиностроения и металлообработки, строительных материалов, электроэнергетики. Транспортная связь — автомобильный, железнодорожный, воздушный, водный транспорт.
Основные возделываемые культуры — пшеница, ячмень, подсолнечник, кукуруза, а также виноград, фрукты, бахчевые и овощные культуры. Животноводческие фермы производят мясо, молоко, яйца, шерсть.

### Транспорт
Общая сеть автодорог составляет 235,2 км; областного значения — 92,7 км, местного значения — 142,5 км. Из них с асфальтобетонным покрытием — 221,8 км.

## Достопримечательности

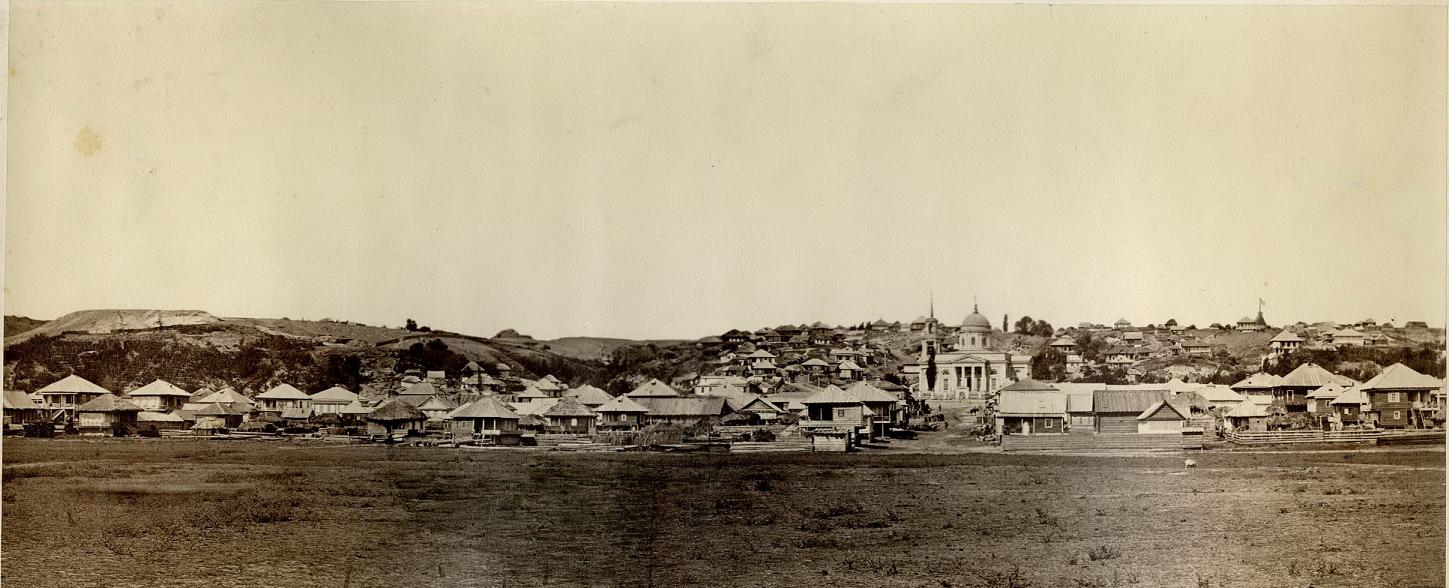
Цимлянский район, станица Хорошевская (бывшая Цимлянская). Церковь Николая Чудотворца

Памятники археологии Цимлянского района:
- Курганная группа «Черкасский I» (3 кургана).
- Курганная группа «Калининский I» (3 кургана).
- Курганная группа «Котлубань II» (3 кургана).
- Курганная группа «Скотский I» (3 кургана).
- Курганная группа «Девять Курганов» (7 курганов).
- Курганная группа «Россошанский I» (2 кургана).

Всего на учёте в Цимлянском районе Ростовской области находится 71 памятник археологии.
Объекты культурного наследия регионального значения:
- Обелиск в память строительства Цимлянского гидроузла в городе Цимлянск.
- Обелиск в память строительства Цимлянского гидроузла Волго — Донского канала им. В. И. Ленина (1952 г.) в пос. Цимлянский.

Памятники В. И. Ленину в Цимлянском районе сооружены в населённых пунктах Калининская, Маркинская, Сарке, Камышевская, два памятника в городе Цимлянске.
Храмы и молитвенные дома:
- Церковь Георгия Победоносца в пос. Карповский. Построена в стиле эклектика около 1913 года из монолитного бетона. В настоящее время в храме проводятся восстановительные работы.
- Церковь Николая Чудотворца в станице Цимлянской. Построена в стиле ампир около 1839 года. Храм утрачен.
- Церковь Покрова Пресвятой Богородицы в станице Цимлянской (Хорошевская). Построена в стиле эклектика.
- Церковь Богоявления Господня в станице Кумшацкой. Построена в 1869 году.
- Церковь Николая Чудотворца в Цимлянске. Строилась в 1992—2000 годах.
- Церковь Пантелеимона Целителя в г. Цимлянске. Строилась в 1995—1997 годах.

На территории района находится комплексный памятник природы регионального значения природный парк «Донской» — участок «Островной».